# Linda Kasabian
Linda Kasabian   (Biddeford, 21 de juny de 1949 - Tacoma, 21 de gener de 2023) fou el testimoni estel·lar del judici contra Charles Manson i els membres de la seva família.

## Biografia
Kasabian va deixar l'escola i marxà de casa als 16 anys, per desavinences amb el seu padrastre. La seva ruta fou la costa oest dels EUA, segons sembla en busca de Déu. Durant eixe temps adoptà un estil de vida hippy passant de comuna en comuna on es professava l'amor lliure, el consum de drogues i el rock and roll.
Casada i divorciada, i tornada a casar va donar a llum a una nena el 1968 i durant el seu segon embaràs, abandonà el seu marit i va acabar al ranxo de la família Manson a Califòrnia on conegué i s'enamorà de Charles Manson.

## El cas Tate
La nit del 9 d'agost de 1969, Manson va enviar a 4 membres de la família Charles "Tex" Watson, Patricia Krenwinkel, Susan Atkins i a la mateixa Kasabian. Tots ells anaren a l'antiga residència del productor musical Terry Melcher i assassinaren a tothom qui era a la casa.
Als voltants de mitjanit, els 4 membres arribaren al jardí de la casa del director de cinema Roman Polanski i de la seva dona Sharon Tate. Polanski es trobava treballant a Londres en una pel·lícula i va demanar a diferents amics de la parella que estiguessin amb Tate que estava embarassada de vuit mesos i mig. Abans d'entrar a la casa, els membres de la família assassinaren a Steven Parent un jove de 18 anys amic del jardiner de Tate, que estava deixant la finca quan fou atacat i mort pels assassins.
De tots els membres, Linda Kasabian va expressar el seu horror per la mort del jove i se li va ordenar vigilar les afores de la casa, mentre els altres tres entraven a la casa, i assassinaven a l'actriu i als seus amics. Segons la seva declaració, Kasabian intentà aturar amb els seus crits la carnisseria.
Linda Kasabian, va rebre immunitat durant el judici si testificava contra la família. Durant la vista, Kasabian va dir a Mason "No m'agrades, però no puc matar-te".

## El cas LaBianca
La nit del 10 d'agost de 1969, tan sols una nit després de la mort de Tate i els seus amics, els membres de la família tornarien a actuar al barri de Los Angeles conegut com Los Feliz. En aquest cas, Kasabian no entrà a la casa, ja que Manson li ordenà que es quedés al cotxe vigilant.

## Assassinat frustrat i fugida
Manson intentà implicar a Kasabian en les diferents accions dutes a terme. Tot just la nit següent a la mort de LaBianca, Manson va demanar a Kasabian l'adreça d'un actor que coneixia perquè pogués ser executat. Kasabian voluntàriament li donà l'adreça incorrecta.
En aquell moment, Kasabian decidí fugir del ranxo tot i haver de deixar la seva filla la qual rebia una educació allunyada dels pares biològics segons la ideologia que el mateix Manson professava. No fou fins després la primera batuda al ranxo en recerca de cotxes robats, que Kasabian recuperaria la seva filla que es trobava als serveis socials.

## Judici i vida posterior
El 2 de desembre de 1969 va ser imputada en el cas Tate/LaBianca i obtingué immunitat a canvi de la seva declaració la qual fou crucial per condemnar a Manson, Atkins, Krenwinkel and Van Houten.
Posteriorment, tornà a Nou Hampshire, on es canvià de nom i es va amagar de la llum pública. Ferida en un accident de trànsit, obtingué una invalidesa permanent. El 1996 fou detinguda per possessió de metamfetamina. La seva filla, portava en aquell moment una pistola i cocaïna i fou condemnada a un any de presó.
El grup de rock Kasabian pren el nom del seu personatge.